# Mordellistena cryptomela
Mordellistena cryptomela es una especie de coleóptero de la familia Mordellidae.

## Distribución geográfica
Habita en Papúa.